# Blanzy
Blanzy je francouzská obec v departementu Saône-et-Loire v regionu Burgundsko-Franche-Comté. V roce 2011 zde žilo 6 557 obyvatel.

## Sousední obce
Les Bizots, Gourdon, Charmoy, Marigny, Montceau-les-Mines, Saint-Berain-sous-Sanvignes, Saint-Eusèbe, Saint-Vallier

## Vývoj počtu obyvatel
Počet obyvatel 